# Wiktor Krawczenko (uciekinier)
Wiktor Krawczenko (ur. 1905 w Jekaterynosławiu, zm. 25 lutego 1966 w Nowym Jorku) – uciekinier ze Związku Radzieckiego (ZSRR). Opisał swoją ucieczkę w książce Wybrałem wolność, opublikowanej w roku 1946. Później opisał także krytycznie swoje doświadczenia w świecie kapitalizmu.
Syn robotnika, zdobył dyplom inżyniera metalurga i rozpoczął szybką karierę w sowieckim przemyśle ciężkim. Wcześnie zaczął obejmować kierownicze stanowiska w hutach i na budowach nowych kombinatów metalurgicznych. W roku 1943 wysłano go do Waszyngtonu w składzie sowieckiej delegacji, zajmującej się zakupem sprzętu technicznego w ramach Lend-Lease Act. 3 kwietnia 1944 roku Krawczenko uciekł swoim sowieckim opiekunom.

## Wybrałem wolność
W 1946 roku Krawczenko w USA opublikował książkę pod tytułem „Wybrałem wolność”, która była z jednej strony autobiografią, a z drugiej relacją z życia w ZSRR w okresie wielkiego terroru. Książka była otwartą rozprawą z systemem stalinowskim. Szybko zyskała rozgłos i przetłumaczono ją na 19 języków.

## Proces stulecia
W odpowiedzi na sukces książki w tygodniku francuskich komunistów „Les Lettres françaises” opublikowano artykuł „Jak sfabrykowano Krawczenkę”, podpisany nazwiskiem Sim Thomas. Obnażał on rzekome zakulisowe machinacje wywiadu amerykańskiego towarzyszące powstaniu książki. Krawczenko pozwał pismo „Les Lettres françaises” do sądu w Paryżu o oszczerstwo.
Zachodnia prasa informowała szeroko o zbliżającym się procesie.
Znaczenie tej sprawy, jeszcze zanim się rozpoczęła, przekroczyło wymiar prywatnego procesu o zniesławienie. Dostrzegano w niej publiczną konfrontację dwóch radykalnie sprzecznych obrazów stalinowskiego reżimu funkcjonujących w zachodnich mediach. Z jednej strony był wizerunek postępowej ojczyzny proletariatu, utrwalany przez niezliczone autorytety tamtej epoki. Z drugiej obraz zbrodniczego reżimu, opartego na kłamstwie i terrorze – potwierdzany coraz liczniejszymi relacjami świadków.
Krawczenko zwrócił się do licznych uchodźców z ZSRR, byłych sowieckich jeńców wojennych i przymusowych robotników z Niemiec, którzy uniknęli repatriacji. Odzew był zadziwiający. Zaczęły nadchodzić tysiące listów. Krawczenko dobierał świadków ostrożnie. Z jednej strony nie chciał, by byli wśród nich ludzie, których rodziny znajdowały się w ZSRR, ponieważ stałyby się one z pewnością celem stalinowskich represji oraz byłyby wygodną podstawą do szantażowania świadków. Z drugiej strony Krawczenko starał się eliminować zdeklarowanych przeciwników politycznych sowieckiego reżimu oraz osoby zamieszane w jakikolwiek sposób we współpracę z Niemcami w czasie wojny. Jednym z głównych świadków była Margarete Buber-Neumann, była niemiecka komunistka, więziona w latach 1937–1940 w GUŁagu, a następnie na mocy paktu Ribbentrop-Mołotow wydana przez ZSRR w ręce Gestapo i w latach 1940–1945 więziona w Ravensbrück.
Proces od początku był pasmem kolejnych kompromitacji komunistycznych redaktorów paryskiego pisma oraz, siłą rzeczy, ich kremlowskich protektorów. Okazało się, że Sim Thomas nie istnieje, a autorytety prezentowały swoje idee lub co najwyżej doświadczenia z podróży po ZSRR organizowanych przez NKWD w latach 30. Proces zakończył się spektakularną przegraną francuskich komunistów.

## Śmierć
W 1966 roku Krawczenkę znaleziono martwego. Według oficjalnej wersji popełnił samobójstwo.
Jego syn Andrew uważa, że za śmiercią ojca stoi KGB. Nakręcił na ten temat film.